# Germania Walsrode
Germania Walsrode ist ein Sportverein aus Walsrode im Landkreis Heidekreis. Die erste Fußballmannschaft nahm einmal am DFB-Pokal teil.

## Geschichte
Der Verein wurde am 4. Juni 1916 von dreißig Mitgliedern der örtlichen Jugendwehr gegründet. Zunächst hieß der Verein Fußballmannschaft der Jugendkompanie 330, ehe vier Wochen später der Name SV Germania angenommen wurde. Im Jahre 1936 erreichte die Germania die erste Runde des norddeutschen Pokals, wo man Hannover 96 mit 1:4 unterlag. Fünf Jahre später erreichte die Mannschaft die Aufstiegsrunde zur Gauliga Niedersachsen, wo man gegen den Osnabrücker TSV und den Bremer SV chancenlos war. 1952 gelang der Aufstieg in die damals drittklassige Amateurliga 6. Zwei Jahre später nahm die Germania in Vertretung für den verzichtenden Staffelmeister SpVgg Rotenburg an der Aufstiegsrunde zur Amateuroberliga Niedersachsen teil, wo die Walsroder jedoch scheiterten. In der folgenden Spielzeit wurde die Germania Meister, scheiterte aber erneut in der Aufstiegsrunde. 1956 wechselten die Walsroder in die neu eingerichtete Amateurliga 7, wo die Mannschaft im Mittelmaß versank.
Im Jahre 1964 verpasste die Germania die neu geschaffene Verbandsliga Ost um Längen und musste zurück in die Bezirksliga. Erst 1977 gelang der Verbandsligaaufstieg. Gleichzeitig fusionierte der SV Germania mit dem VfB Walsrode zur SG Germania Walsrode. Darüber hinaus wurde ein Förderkreis eingerichtet, die in der Folgezeit zahlreiche Spieler und Trainer aus Hannover in die Heidestadt verpflichteten. Zwei Jahre später wurde die Germania Meister der Verbandsliga Ost, wurde in der Aufstiegsrunde nur Letzter. Im Jahre 1982 gelang schließlich als Meister der Landesliga Ost der Aufstieg in die Verbandsliga Niedersachsen. Gleichzeitig qualifizierte sich die Germania für den DFB-Pokal, wo man in der ersten Runde dem 1. FC Nürnberg mit 0:3 unterlag. Nach einem achten Platz in der Verbandsligasaison 1982/83 ging es im folgenden Jahr bergab. Vereinsinterne Querelen und eine hohe Verschuldung führten zum Abstieg im Jahre 1984. In der Landesliga wurden die Walsroder 1988 hinter Kickers Emden Vizemeister und qualifizierten sich sechs Jahre später für die neu geschaffene Niedersachsenliga Ost.
Aus dieser stieg die Mannschaft im Jahre 2001 ab und wurde ein Jahr später in die Bezirksliga durchgereicht. 2019 stieg die Germania in die Kreisliga ab, schaffte aber den direkten Wiederaufstieg. Im Jahre 2022 stieg die Germania erneut in die Kreisliga ab. In der Kreisliga Heidekreis Saison 2022/23 stieg Germania Walsrode dann erneut mit dem zweiten Platz direkt wieder auf. Grund dafür war, dass der eigentliche Aufsteiger und Meister, die zweite Auswahl des TV Jahn Schneverdingen, nicht aufsteigen durfte.